# Rectificador
|  | Per a altres significats, vegeu «Pont rectificador». |

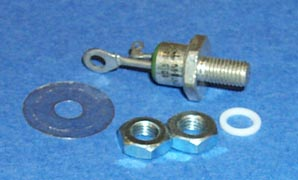
Díode rectificador (Rectificador de silici amb control SCR) i peces de montatge. La rosca permet dissipar el calor que es generi.

Un rectificador és un dispositiu elèctric que converteix corrent altern (en anglès AC), el qual periòdicament inverteix direcció, en corrent continu (en anglès DC), el qual flueix en una única direcció. El procés es coneix com a rectificació.
Físicament, els rectificadors tenen diverses formes, incloent-hi díodes de tub de buit, vàlvules d'arc de mercuri, rectificadors d'òxid de coure i de seleni, díodes semiconductors i altres semiconductors de silici. Històricament, fins i tot es varen usar els interruptors i motors electromecànics síncrons. Els primers receptors de ràdio usaven un cristall de galena sobre el qual una punta metàl·lica feia la rectificació.
Els rectificadors tenen molts usos, però sovint serveixen com a components per al subministrament de corrent continu. La rectificació pot servir en funcions altre que per generar corrent continu per ús com a font d'alimentació.

A causa de la naturalesa alterna de l'ona sinusoidal del corrent altern a l'entrada del dispositiu rectificador, el procés de la rectificació produeix un corrent de corrent continu unidireccional en forma de polsos. Moltes aplicacions de la rectificació, per exemple subministrament de corrent a aparells radiofònics, televisió i equipament d'ordinador, requereixen un corrent continu estable i constant com la que subministra una pila. En aquestes aplicacions la sortida del rectificador és suavitzada o "aplanada" per un filtre electrònic (normalment un condensador) per produir un corrent amb un valor estable.

## Dispositius rectificadors
Abans que el desenvolupament dels rectificadors de silici semiconductor es feia ús de tubs de buit. Amb la introducció en l'electrònica dels semiconductors, els rectificadors de tub de buit quedaren obsolets, excepte per alguns entusiastes dels equips d'àudio.
Altres dispositius que tenen elèctrodes de control que actuen com vàlvules de corrent unidireccional s'utilitzen quan és requerida una operació més complexa que la simple rectificació—p. ex., on el voltatge de sortida és necessari que sigui variable. Els rectificadors de potència alta, empren dispositius de silici semiconductor de diversos tipus. Són els tiristors o commutadors d'estat sòlid que actuen eficaçment com díodes deixant circular el corrent en una única direcció.

## Circuits rectificadors
Els circuits rectificadors poden ser d'una sola fase o multifase (sent tres el nombre més comú de fases). Els rectificadors de baixa potència emprats en l'equipament domèstic és d'una fase, però rectificació de tres fases és molt important per aplicacions industrials i per la transmissió d'energia com DC (HVDC, en anglès alta tensió en corrent continu).

### Rectificadors d'una sola fase

#### Mitja ona
En rectificació de mitja onda quan es rep una sola fase, qualsevol meitat (la positiva o la negativa de l'ona d'AC) pot travessar el rectificador, mentre l'altre mig queda bloquejada. Com que només la meitat de l'ona d'entrada assoleix la sortida, el voltatge mitjà que surt és més baix. La rectificació ondulatòria de mitja onda requereix un sol díode en una fase sola, o tres quan hi ha tres fases. Els rectificadors donen un corrent continu polsant i els de mitja onda donen el corrent polsant més abrupte o amb més rugositat que els d'ona sencera, lo qual requereix un filtratge més efectiu per l'eliminació de components harmònics a la sortida.

#### Rectificació onda sencera

Pont rectificador: Onda complerta utilitzant 4 díodes

Rectificador d'onda sencera i transformador amb presa central i 2 díodes

Rectificació de mitja ona

Un rectificador d'ona sencera converteix la totalitat de l'ona a l'entrada a una onda de polaritat constant (positiva o negativa) a la sortida. La rectificació d'ona sencera converteix ambdues polaritats de l'ona a l'entrada en una onda d'impulsos com es veu a la figura. El voltatge de sortida mitjà és més alt. És necessari dos díodes i un transformador amb presa centra o quatre díodes en una configuració de pont i qualsevol font d'AC (incloent-hi un transformador sense presa central).

### Rectificadors trifàsics

AC de 3 fases a l'entrada, ondes de sortida de mitja i sencera onda de corrent continu.

Els rectificadors d'una sola fase generalment s'utilitzen per subministraments de potència als equipaments domèstics.Per usos industrials i aplicacions de major potència, els rectificadors trifàsics són la norma.
Els tiristors s'utilitzen en lloc dels díodes quan es necessita un circuit que pugui regular el voltatge de sortida. Molts dispositius que proporcionen corrent altern ho fan amb tres fases, com per exemple l'alternador als automòbils, que duen sis díodes i funcionen per carregar la bateria de l'automòbil.

## Imatges

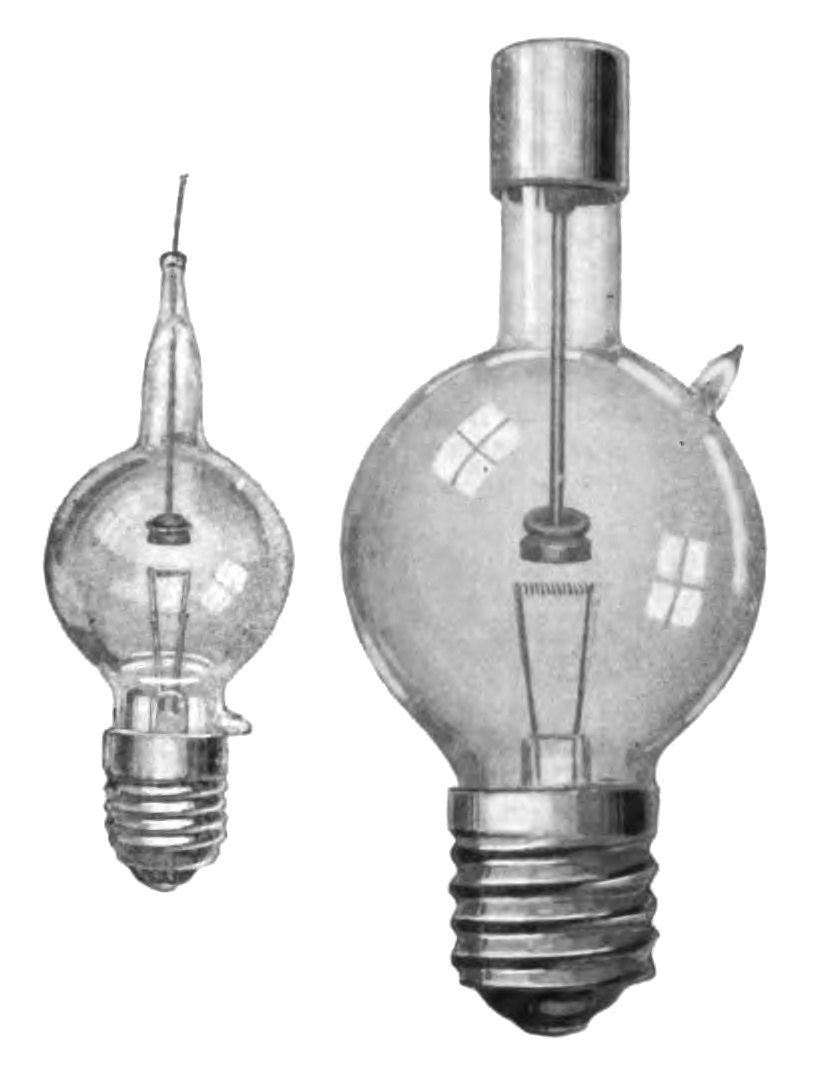
Tub gas argó: de 2 amper (esquerra) i de 6 ampere
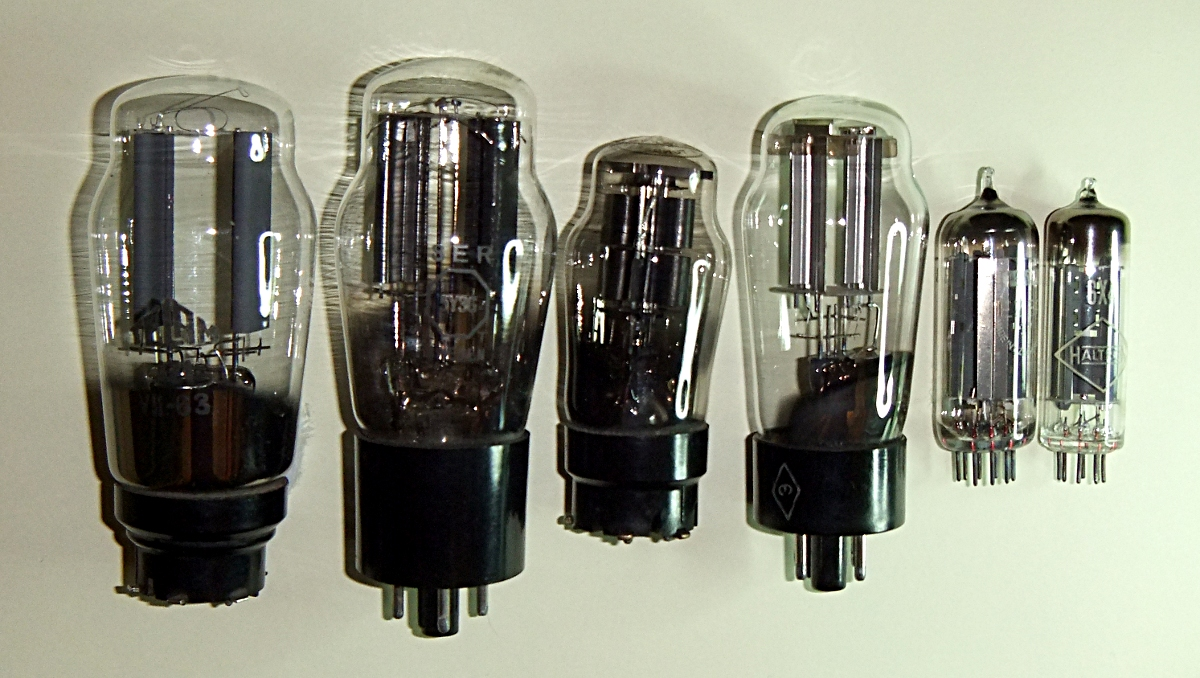
Díodes de tub de buit
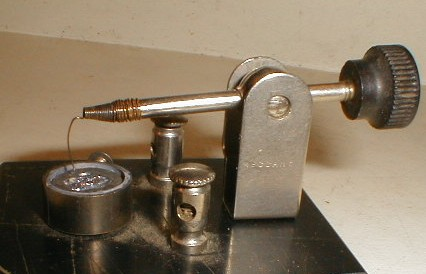
Rectificador de galena
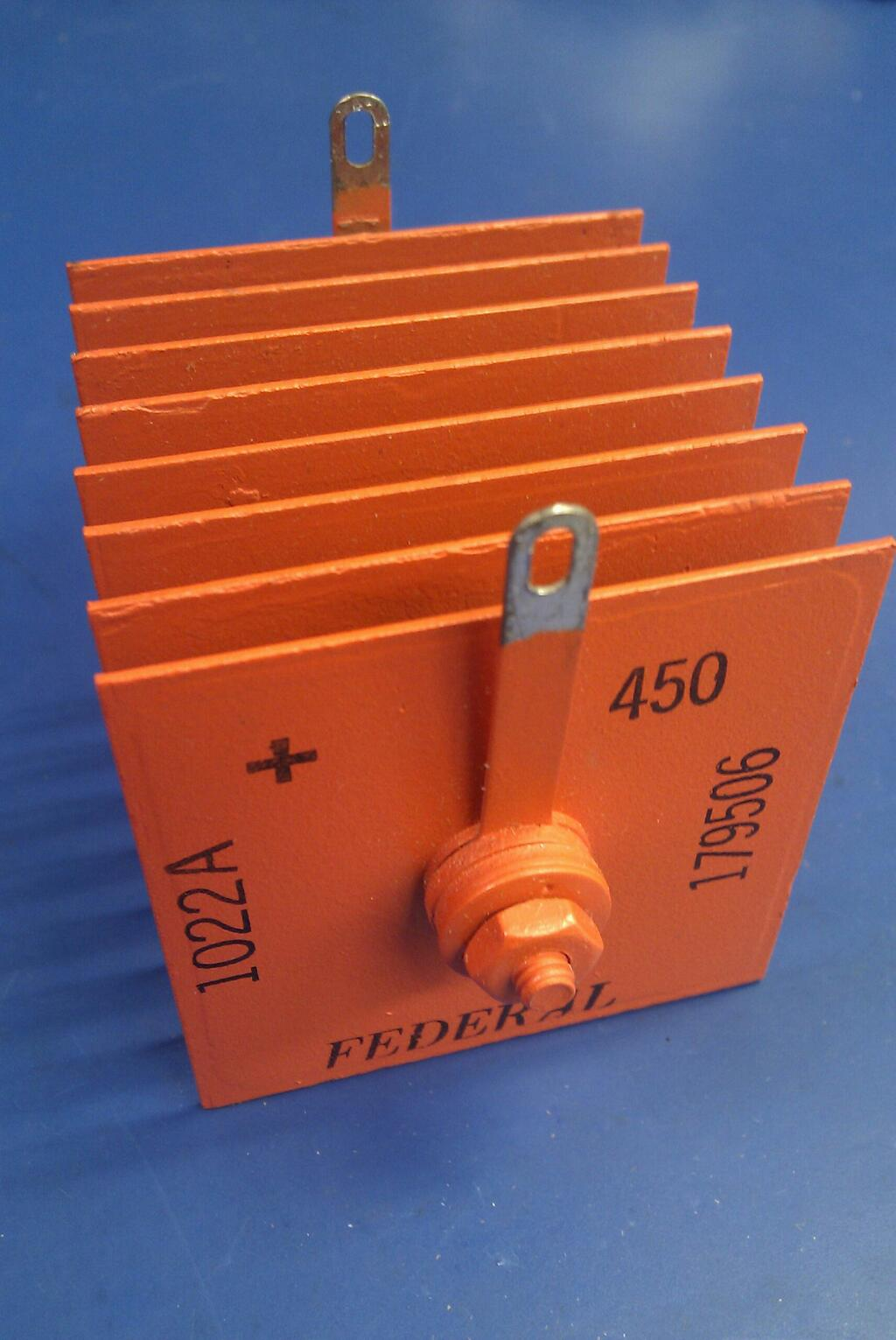
De seleni